# Вималамитра

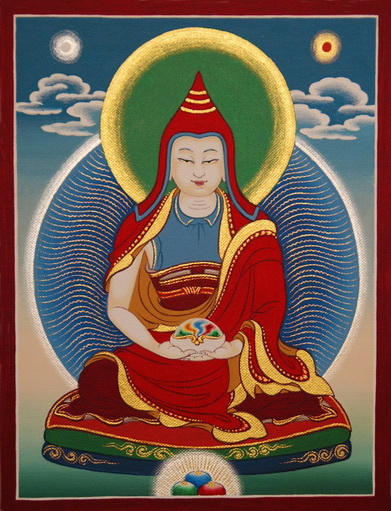

Вималамитра (8 в.) (IAST: Vimalamitra, тиб. དྲི་མེད་བཤེས་གཉེན་, Вайли Dri-med Bshes-gnyen) — индийский буддийский учитель традиции Дзогчен, основной ученик Шри Симхи. Жил в восьмом веке новой эры. 
Согласно традиционным представлениям, Вималамитра родился в западной Индии. Путешествовал в Китай, где стал учеником Шри Симхи. По возвращении в Индию Вималамитра, по настоянию Вайрочаны, был приглашён в Тибет эмиссарами Тисонг Децэна, где он стал известен как учитель и переводчик текстов Дзогчена, а также как учитель школы тибетского буддизма, позже ставшей известной как Ньингма.
Манджушримитра, получивший введение в Дзогчен от Гараба Дордже, классифицировал учение на три раздела: Семдэ («раздел ума»), Лонгдэ («раздел пространства») и Мэннгагдэ («раздел устных наставлений»). Ученик Манджушримитры, Шри Симха, отредактировал раздел устных наставлений передал их Джнянасутре и Вималамитре, который принёс учения Мэннгагдэ в Тибет в 8 веке.
Согласно традиции Ньингма Вималамитра был учеником Буддагухьи и Лилаваджры, также как и Вайрочана, получивший передачу Маха-йоги от Буддагухьи.

## См.также
- Дзогчен
- Ньингма